# Alacranes
Alacranes /šp. =škorpije,/ dio Apača nekad naseljen u Sonori, Meksiko. Prema Tayloru (u Cal. Farmer, June 13, 1862), zajedno s ostalim apačkim bandama iz Teksasa lutaju sve do rijeke Colorado i do Gile u Arizoni i Novom Meksiku. Prema Hodgeu očito su dio Chiricahua.